# Deryck Whibley
Deryck Jason Whibley (født 21. marts 1980) er en canadisk sanger, fra bandet Sum 41. 
Han blev gift med det canadiske pop/rock idol Avril Lavigne i 2006, de blev separeret i 2009 og skilt året efter.